# Khadaffy Abubakar Janjalani
Khadaffy Abubakar Janjalani (3 mars 1975 - 4 septembre 2006), aussi connu sous le nom d'Abu Muktar, est un islamiste philippin, leader du groupe armé Abou Sayyaf, responsable de nombreux attentats. Il dirigeait le mouvement depuis la mort de son frère aîné Abdurajak Abubakar Janjalani, abattu par les autorités le 18 décembre 1998 sur l'île de Basilan.

## Biographie
Il naît le 3 mars 1975 à Isabela, sur l'île de Basilan.
Il aurait rejoint Abou Sayyaf dès sa création au début des années 1990, probablement influencé par son frère.
Arrêté par la police et emprisonné, il réussit à s'évader en 1995 en compagnie d'un autre détenu, Jovenal Bruno. Les services de renseignement philippins ne le décrivaient pas comme un théologien ou un prédicateur islamiste, mais comme un fanatique au tempérament aventureux.
Le 18 décembre 1998, Abdurajak Abubakar Janjalani, leader d'Abou Sayyaf, est abattu par la police. Quatre mois plus tard, Khadaffy Janjalani lui succède, âgé de 23 ans. 
À la différence de son aîné qui s'est formé en Afghanistan, Khadaffy n'y a pas fait ses armes. 
Sous sa direction, les motivations du groupe s'orientent vers le grand banditisme. Les vols, meurtres et enlèvements, ainsi que les violences contre des chrétiens augmentent. 
En 2001, 3 touristes américains et 17 philippins sont enlevés à Palawan.
Abou Sayyaf aurait planifié un attentat à la bombe perpétré à Zamboanga en octobre 2002.
Le 27 février 2004, une bombe explose dans un ferry de Manille, tuant 116 personnes. Bien que revendiqué par Abou Sayyaf, la responsabilité du groupe derrière l'attentat n'est reconnue qu'en octobre de la même année. La présidente philippine, Gloria Arroyo, confirme l'information.
Le 24 février 2006, son nom est ajouté à la liste des terroristes les plus recherchés par le FBI, avec deux de ses plus éminents lieutenants, Jainal Antel Sali, Jr. et Isnilon Hapilon. Le gouvernement américain offre alors 5 millions de dollars pour sa capture.

## Décès
Khadaffy Abubakar Janjalani est mort le 4 septembre 2006, au cours d'un violent accrochage avec des soldats philippins, survenu sur l'île de Jolo.  
Une balle reçue dans la nuque serait la cause de son décès. 
Trois mois plus tard, les restes d'un corps non identifiable sont trouvés sur les lieux du combat. Des tests ADN réalisés sur la dépouille confirment qu'il s'agit du cadavre du chef d'Abou Sayyaf. 
Son successeur présumé était son lieutenant, Jainal Antel Sali jr, mais ce dernier est abattu par les autorités en janvier 2007. 
En juin 2007, Yasser Igasan succède à Janjalani à la tête d'Abou Sayyaf. La nouvelle est officiellement confirmée plus d'un an après, le 3 octobre 2008.